# Oliver Swann
Sir Oliver Swann KCB CBE (Geburtsname: Schwann; * 18. November 1878 in Wimbledon, London; † 7. März 1948 in Littleton, Surrey) war ein britischer Offizier der Royal Navy sowie der Royal Air Force, der als Stellvertretender Chef des Luftwaffenstabes (Deputy Chief of the Air Staff) zwischen 1918 und 1919 maßgeblich am Aufbau der am 1. April 1918 gegründeten Royal Air Force beteiligt war. Nachdem er sich bereits zehn Jahre im Ruhestand befunden hatte, wurde er während des Zweiten Weltkrieges als Generalmajor (Air Vice Marshal) in den aktiven Militärdienst zurückberufen und war von 1940 bis 1943 Verbindungsoffizier der Luftstreitkräfte in der Region North Midlands.

## Leben

### Ausbildung zum Seeoffizier

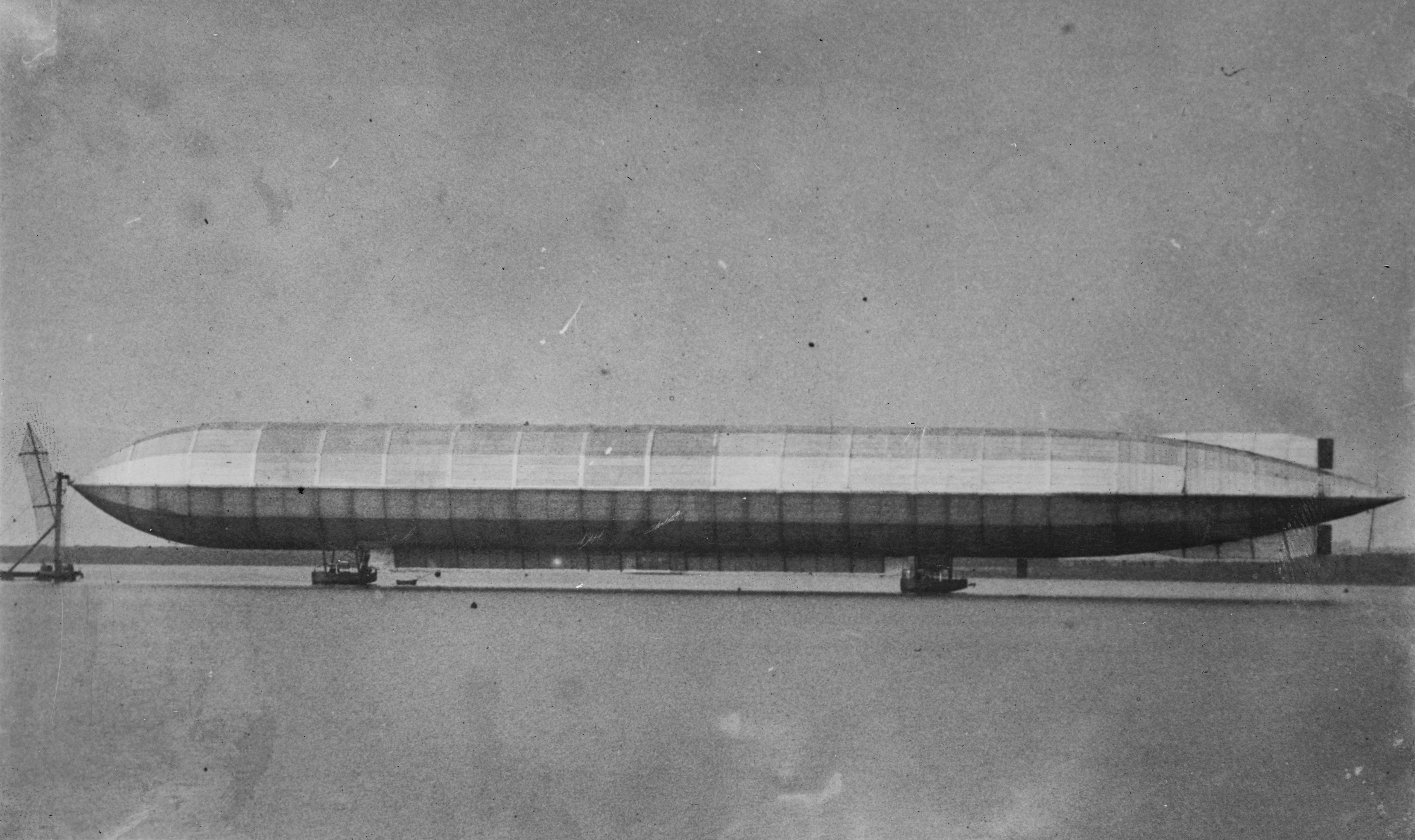
Schwann war 1911 maßgeblich an der Entwicklung des ersten Luftschiffs der Royal Navy HMA No. 1 Mayfly beteiligt

Schwann trat nach dem Schulbesuch 1895 als Seekadett (Midshipman) in die Royal Navy ein und wurde nach Abschluss der Offiziersausbildung am 15. August 1898 zum Oberleutnant zur See (Sub-Lieutenant) befördert. In der Folgezeit fand er verschiedene Verwendungen als Seeoffizier und wurde am 15. April 1899 zum Kapitänleutnant (Lieutenant) befördert. Er war zeitweise Offizier an Bord des Schulschiffs HMS Vernon und erhielt am 31. Dezember 1909 seine Beförderung zum Fregattenkapitän (Commander). Am 15. Januar 1910 übernahm er seinen ersten Befehlsposten, und zwar als Kommandant (Commanding Officer) des Minensuchbootes HMS Niger.
Im Anschluss wurde Schwann zum Assistenten von Captain Murray Sueter ernannt, des Luftfahrtinspizienten der Royal Navy. In dieser Funktion war er maßgeblich an der Entwicklung und Konstruktion der Mayfly beteiligt, des ersten Luftschiffs der Royal Navy HMA No. 1 (His Majesty’s Airship No. 1). Nachdem der Prototyp am 24. September 1911 durch starke Winde aufgrund seiner strukturellen Schwächen zerstört wurde, wurde die weitere Luftschiffentwicklung eingestellt. Daraufhin setzte er sich für eine Ausstattung der Marine mit herkömmlichen Flugzeugen ein. Er kaufe für sich daraufhin einen Avro Type D-Doppeldecker, den er mit Schwimmkörpern ausstatten ließ und wurde mit diesem der erste britische Pilot, der einen Wasserstart durchführte.

### RNAS und Erster Weltkrieg
Schwann absolvierte zugleich auch seine Pilotenausbildung, die er am 16. April 1912 mit dem Zertifikat Nr. 203 des Royal Aero Club (RAeC) abschloss. Anschließend trat er in den Dienst des am 13. April 1912 gegründeten Marinefliegerdienstes RNAS (Royal Naval Air Service). Im November 1914 wurde er als Vertreter Sueters stellvertretender Leiter der Luftfahrtabteilung der Admiralität. Nachdem er am 30. Juni 1914 zum Kapitän zur See (Captain) befördert worden war, wurde er Hafenkapitän und am 9. November 1914 während des Ersten Weltkrieges zum Wing Captain befördert. Im April 1915 wurde er Kommandant des Flugzeugmutterschiffes HMS Campania und war als solcher an den Vorbereitungen zur Begleitung der unter dem Kommando von Admiral John Jellicoe stehenden Großen Flotte (Grand Fleet) zur Skagerrakschlacht am 31. Mai 1916 beteiligt. Allerdings erhielt er keinen Befehl zum Auslaufen seines Schiffes. Zwei Stunden nach Auslaufen der Grand Fleet gab er selbst den Befehl zum Auslaufen der HMS Campania, erhielt aber von Admiral Jellicoe selbst den Befehl zur Rückkehr in den Heimathafen. Dies führte dazu, dass der britischen Flotte in der Skagerrakschlacht die auf der HMS Campania stationierten Aufklärungsflugzeuge fehlten, die eventuell zu einem völlig anderen Ausgang der Seeschlacht beigetragen hätten. 
Seit Juli 1916 war Swann verantwortlich für die Gründung der ersten Ausbildungseinrichtung, in der Piloten und Luftbeobachter in Techniken der Zusammenarbeit mit der Flotte geschult wurden. Während dieser Zeit musste er als Pilot in Scarborough eine Notlandung mit einem deutschen Flugzeug unternehmen, das auch noch deutsche Hoheitszeichen trug. Daraufhin entging er nur knapp seiner Erschießung durch britische Soldaten, zumal er noch seinen deutsch klingenden Familiennamen Schwann trug. Im Anschluss ließ er seinen Familiennamen in die anglisierte Form Swann ändern. Zuletzt fungierte er während des Ersten Weltkrieges von 1917 bis 1918 als Kommandeur der Einheiten auf Orkney.

### Stellvertretender Chef des Luftwaffenstabes
Nach der Zusammenlegung des Royal Flying Corps (RFC) sowie des Royal Naval Air Service (RNAS) zur eigenständigen Royal Air Force (RAF) wurde Swann am 1. April 1918 zum Oberst (Colonel) befördert und übernahm am 12. August 1918 als Nachfolger von Brigadegeneral Robert Marsland Groves den Posten als Stellvertretender Chef des Luftwaffenstabes (Deputy Chief of the Air Staff). Zugleich wurde auch ihm der temporäre Rang (Temporary Rank) eines Brigadegenerals (Brigadier-General) verliehen. Am 1. Januar 1919 erfolgte seine Ernennung zum Companion des Order of the Bath (CB). Bereits im Februar 1919 wurde er jedoch wieder durch Groves als Stellvertretender Chef des Luftwaffenstabes abgelöst.
Daraufhin wurde Swann am 2. April 1919 Kommandeur AOC (Air Officer Commanding) der Luftstreitkräfte im Mittelmeerraum (Mediterranean District) und am 3. Juni 1919 zum Commander des Order of the British Empire (CBE) erhoben. Am 1. August 1919 erfolgte seine Beförderung in den ständigen Dienstgrad (Permanent Commission) eines Air Commodore, wobei er schließlich am 22. Januar 1920 von der Royal Navy in den ständigen Dienst der Royal Air Force wechselte. Am 1. Januar 1920 wurde er Kommandeur der nunmehr in Mediterranean Group RAF umbenannten Luftstreitkräfte im Mittelmeerraum. Auf diesem Posten folgte ihm am 2. Juni 1920 Group Captain Eugene Gerrard. Er selbst hatte bereits am 1. Juni 1920 den Posten als Kommandeur der Luftstreitkräfte in Ägypten (Egyptian Group RAF) übernommen, nachdem der bisherige Kommandeur Air Commodore Robert Marsland Groves am 27. Mai 1920 bei einem Flugzeugabsturz ums Leben gekommen war. Am 1. Januar 1922 wurde er als Kommandeur der Egyptian Group RAF durch Air Commodore Bertie Drew abgelöst.

### Air Member for Personnel und Ausscheiden aus dem aktiven Dienst
Daraufhin kehrte Swann nach Großbritannien zurück und übernahm dort am 5. Januar 1922 den Posten als Leiter der Personalabteilung der RAF. Als solcher wurde er am 30. Juni 1922 zum Generalmajor (Air Vice Marshal) befördert, wobei die Beförderung auf den 1. August 1919 zurückdatiert wurde. Im Anschluss wurde er am 1. August 1922 erster Air Member for Personnel und auch Mitglied des Luftwaffenrates (Air Council). Er war damit bis zu seiner Ablösung durch Air Vice Marshal Philip Game am 27. November 1923 im Luftwaffenstab für Personalangelegenheiten zuständig.
Er selbst wurde am 27. November 1923 Kommandeur der Luftstreitkräfte im Mittleren Osten (RAF Middle East) und damit Nachfolger von Air Vice Marshal Edward Ellington. Am 1. Januar 1924 wurde er zum Knight Commander des Order of the Bath geschlagen und führte seither den Namenszusatz „Sir“. In der Funktion als Kommandeur der RAF Middle East folgte ihm am 5. November 1926 Air Vice Marshal Tom Webb-Bowen. Am 2. November 1926 wurde er zunächst mit halbem Sold (Half-pay List) beurlaubt, ehe er drei Jahre später am 2. November 1929 aus dem aktiven Militärdienst ausschied.

### Zweiter Weltkrieg
Einen Tag nach Beginn des Zweiten Weltkrieges und fast zehn Jahre nach seinem Ausscheiden aus dem militärischen Dienst wurde Swann am 2. September 1939 wieder in den aktiven Dienst beordert. Er verzichtete jedoch auf seinen bisherigen Dienstgrad als Air Vice Marshal und erhielt stattdessen den darunter liegenden Rang als Air Commodore. Er übernahm daraufhin von Air Commodore George Bentley Dacre den Posten als Kommandeur des Militärflugplatzes RAF Halton sowie in Personalunion als Kommandant der Technischen Ausbildungsschule 1 (No. 1 School of Technical Training RAF). Am 20. Juli 1940 wurde er in diesen Verwendungen wieder durch Air Commodore George Bentley Dacre abgelöst. Am 20. Juli 1940 trat er wieder in den Ruhestand, wobei er mit Wirkung vom 30. Juni 1922 wieder den Dienstgrad eines Air Vice Marshal erhielt.
Danach fungierte Swann von 1940 bis 1943 als Verbindungsoffizier der Luftstreitkräfte in der Region North Midlands.
Aus seiner am 2. Dezember 1913 geschlossenen Ehe mit Elizabeth gingen ein Sohn und zwei Töchter hervor.